# La Bionda
A La Bionda egy olasz diszkóegyüttes, amely az 1970-es évek második felében volt népszerű Európa-szerte. Egy olasz testvérpár, Carmelo és Michelangelo La Bionda alapították: ők voltak az állandó tagok, rajtuk kívül stúdiózenészek és háttértáncosok vettek részt az együttes munkájában. A La Bionda fivérek D. D. Sound néven is adtak ki lemezeket. A '80-as években filmzenéket írtak, valamint zenei producerként dolgoztak.

## Karriertörténet

### A kezdetek
A La Bionda fivérek szicíliai származásúak: Carmelo 1949. február 2-án, Michelangelo 1952. augusztus 25-én született, mindketten a Catania tartományhoz tartozó Ramacca városában. Családjukkal 1954-ben Milánóba költöztek. 1972-ben, a Festival di Avanguardie e Nuove Tendenze rendezvényen léptek először a közönség elé. 1973-ban jelent meg első nagylemezük, melyet két évvel később követett még egy. Egyik sem lett igazán sikeres, ugyanis zömmel instrumentális felvételeket tartalmaznak, melyekben nem igazán fedezhető fel a későbbi La Bionda-hangzás. A fivérek ezután az NSZK-ba mentek, mivel München volt az akkortájt igen népszerű eurodisco fellegvára. Itt stúdiómuzsikusok társaságában vették fel a divatos trendet követő lemezeiket, melyek hol D. D. Sound, hol La Bionda név alatt jelentek meg.

### D. D. Sound
1977-ben jelent meg a D. D. Sound első LP-je Burning Love címmel. Erről a címadó felvétel mellett a Disco Bass című szerzemény bizonyult népszerűnek. Olyannyira, hogy ezzel a címmel is kiadták a lemezt, ugyanakkor például Svédországban Disco Delivery címmel jelent meg az anyag. A D. D. Sound legnagyobb slágere még ugyanabban az évben piacra került: a 1, 2, 3, 4… Gimme Some More! egyike a korszak legjobb és legsikeresebb diszkófelvételeinek. A következő esztendőben Café címmel adtak ki újabb nagylemezt. Ennek „A” oldalán a bő 15 perces sodró ritmusú, latinos hangvételű címadó felvétel található, amely méltán lett népszerű egész Európában. 1979-ben a Hootchie Cootchie című dalukból lett sláger. 1980-as kislemezük egyik dala, a Love Me Tonight Luisa Fernández előadásában ugyancsak lemezre került. A D. D. Sound valamennyi felvétele Münchenben készült, ám az olasz Baby Records neve alatt jelentek meg.

### La Bionda
Carmelo és Michelangelo első két nagylemezük sikertelensége után csak 1978-ban adott ki új albumot La Bionda néven, ráadásul ugyanezzel a címmel (La Bionda). A mindössze 5 dalt tartalmazó korong nagy sikert aratott, hiszen akkoriban ért csúcspontjára az európai diszkóláz. Az LP húzóslágere a One For You, One For Me azóta meglehetősen sok, az 1970-es évek popzenéjét felidéző válogatáson is helyet kapott. Sikernek bizonyult még a keleties hangvételű, bő 10 perces Sandstorm is. A There For Me című dal pedig az évek folyamán örökzölddé vált: azóta Sarah Brightman és José Cura is elénekelte, de létezik magyar változat is Korda György és Balázs Klári előadásában. 1979-ben a La Biondának két nagylemeze is megjelent: a High Energy és a Bandido közül egyértelműen az utóbbi volt a jobb, sőt igazából ez a zenekar legkiforrottabb albuma. A nagy sláger, a Baby Make Love mellett olyan felvételeket tartalmaz, mint például a címadó Bandido, a megnyugtató ritmusú Black and White, az utópisztikus Deserts of Mars és a nosztalgikus  Will she or won’t she? 1980-as LP-jükről (I Wanna Be Your Lover) a címadó dal lett sláger. A hozzá készült animációs videóklip Guido Manuli nevéhez fűződik, aki Olaszországban hasonló jellegű rövidfilmjei révén ismert. A La Biondának 1981-ben Boxes és Rocky Woman címmel jelentek meg kislemezei. A diszkózene háttérbe szorulásával a fivérek hosszabb időre felfüggesztették a saját lemezek készítését: filmzenéket komponáltak, illetve mások lemezeinek elkészítésében vettek részt mint szerzők és/vagy producerek. A magyar mozik is bemutatták azokat a Bud Spencer–Terence Hill-filmeket, melyeknek a La Bionda volt a zeneszerzője. Pártfogoltjaik közül Aida Cooper, a Pepe Goes To Cuba, de főleg a Righeira volt sikeres. 1999-ben Eeah Dada! címmel maxilemez jelent meg a La Bionda nevével, s a dal gyakran szerepelt a diszkóklubok műsorán. Néhány régebbi slágerük is megjelent remix változatban, nem beszélve a különféle válogatásokról és sikeres nagylemezeik CD változatairól. Mindezek ellenére a La Bionda körül már nem támadt akkora érdeklődés, mint például az újjászületett Boney M. esetében az 1990-es évek vége felé.
Carmelo La Bionda 2022. november 5-én 73 éves korában elhunyt.

## Diszkográfia

### Kislemezek

#### La Bionda
- 1978: One For You, One For Me
- 1978: There For Me
- 1978: Sandstorm
- 1978: Bandido
- 1978: Baby Make Love
- 1979: Black and White
- 1979: High Energy
- 1980: I Wanna Be Your Lover
- 1980: A Moment Of Sunshine
- 1980: You're So Fine
- 1981: Boxes
- 1981: Rocky Woman
- 1999: Eeah Dada!

#### D. D. Sound
- 1977: 1, 2, 3, 4… Gimme Some More! / We Like It
- 1977: Disco Bass
- 1977: Shopping Baby / Burning Love
- 1978: She's Not A Disco Lady / Café
- 1979: Café / Backstreet Baby
- 1979: Hootchie-cootchie / instr.
- 1980: Love Me Tonight / Hootchie-cootchie (instr.)
- 1981: Wake Up In The Night / The Night They Invented The Disco

### Nagylemezek

#### La Bionda
- 1973: Fratelli La Bionda Srl
- 1975: Tutto va bene
- 1978: La Bionda
- 1979: Bandido
- 1979: High Energy
- 1980: I Wanna Be Your Lover

#### D. D. Sound
- 1977: Burning Love
- 1977: 1, 2, 3, 4… Gimme Some More!
- 1978: Café
- 1979: The Hootchie Cootchie

### Filmzenék
- 1980: Szuperzsaru (Poliziotto superpiù)
- 1981: Kincs, ami nincs (Chi trova un amico, trova un tesoro)
- 1983: Rabló-pandúr (Cane e gatto)
- 1982: Bello mio, bellezza mia
- 1984: A tu per tu
- 1985: Szuperhekusok (Miami Supercops)
- 1987: Gazdagok és csalók (Roba da ricchi)
- 1987: L’Estate sta finendo
- 1991: Dedra in sogno
- 1995: Ragazzi della notte
- 1997: Én vagyok a fegyver (Cyberflic)
- 1999: L’Ispettore Giusti (tévésorozat)